# Uğur Daşdemir
Uğur Daşdemir (* 10. November 1990 in Selim) ist ein türkischer Fußballspieler.

## Karriere
Daşdemir begann 2000 in der Jugend von Kocaeli Demirspor mit dem Vereinsfußball und wechselte 2009 in die Jugend von Kocaelispor. Im Frühjahr 2009 erhielt er hier einen Profivertrag und spielte zwei Jahre neben seiner Tätigkeit bei den Jugendmannschaften auch in der Profimannschaft mit. Bereits in der Rückrunde der Spielzeit absolvierte Daşdemir fünf Erstligaspiele. Am letzten Spieltag der Saison gelangen ihm in der Partie gegen Hacettepe SK sogar zwei Tore. Da sein Verein zum Saisonende den Klassenerhalt verpasst hatte, spielte Daşdemir die Saison 2009/10 in der TFF 1. Lig und nach einem erneuten Abstieg in der Spielzeit 2010/11 in der TFF 2. Lig. Da der Verein aufgrund großer Schulden kurz vor der Insolvenz stand, wurde Kocaelispor aufgegeben und stattdessen beschlossen mit den Partnerverein der Stadt, Körfez Belediyespor, den Verein fortzuführen. So beabsichtigte man den Verein von seinen Schulden zu befreien. Nachdem der nationale Fußballverein die Namensänderung von Körfez Belediyespor in Kocaeli FK abgelehnt hatte, wurde der Verein in Körfez FK umbenannt. Nahezu alle Spieler von Kocaelispor, darunter auch Daşdemir, wechselten dann zu diesem neuen Verein. Für diesen spielte Daşdemir dann die nachfolgenden zwei Spielzeiten lang.
Zur Spielzeit 2013/14 wechselte Daşdemir in die TFF 1. Lig zu Karşıyaka SK.
Im Sommer 2014 wechselte er zum Viertligisten Darıca Gençlerbirliği. Für diesen Verein spielte er zwei Spielzeiten lang und wechselte dann zu Kocaeli Birlikspor, jenem Verein, für den er bereits in den Jahren 2011 bis 013 gespielt hatte und der damals noch Körfez FK hieß.
Im Sommer 2017 wurde er vom Zweitligisten Adanaspor verpflichtet.